# Psaume
Pour les articles homonymes, voir Psaume (homonymie).

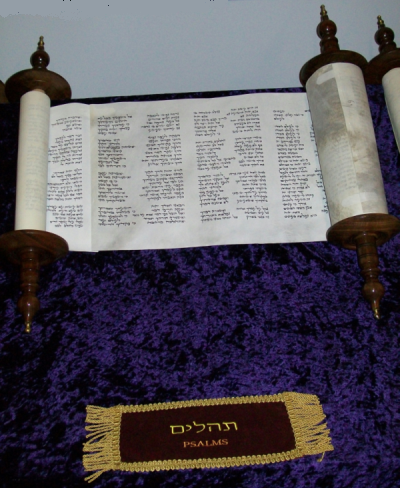
Un manuscrit hébraïque des Psaumes.

Un psaume est un texte poétique composé de plusieurs versets relevant de quatre genres littéraires principaux. Le mot vient du grec ancien ψαλμός / psalmós qui désigne un air joué sur le psaltérion, et traduisant le mot hébreu mizmôr, employé dans la traduction grecque de la Bible dite des Septante, qui désigne un chant religieux de louanges accompagné de musique et est attesté 57 fois dans le Livre des Psaumes. Les psaumes peuvent prendre des caractères différents : plus ou moins laudatif, intime, combatif, repentant, plaintif, exultant, reconnaissant, etc.

## Contexte
Le genre psalmique, les hymnes, les textes de supplications existaient avant la Bible : des cunéiformes mésopotamiens montrent une série d'hymnes aux dieux et aux temples ainsi que de lamentations, d'incantations magiques et de prières ; l'Égypte antique possède aussi des hymnes adressés aux dieux ou aux rois divinisés, des prières de pénitence et de piété ; les Hittites d'Asie Mineure ou les Cananéens connaissent également des hymnes.

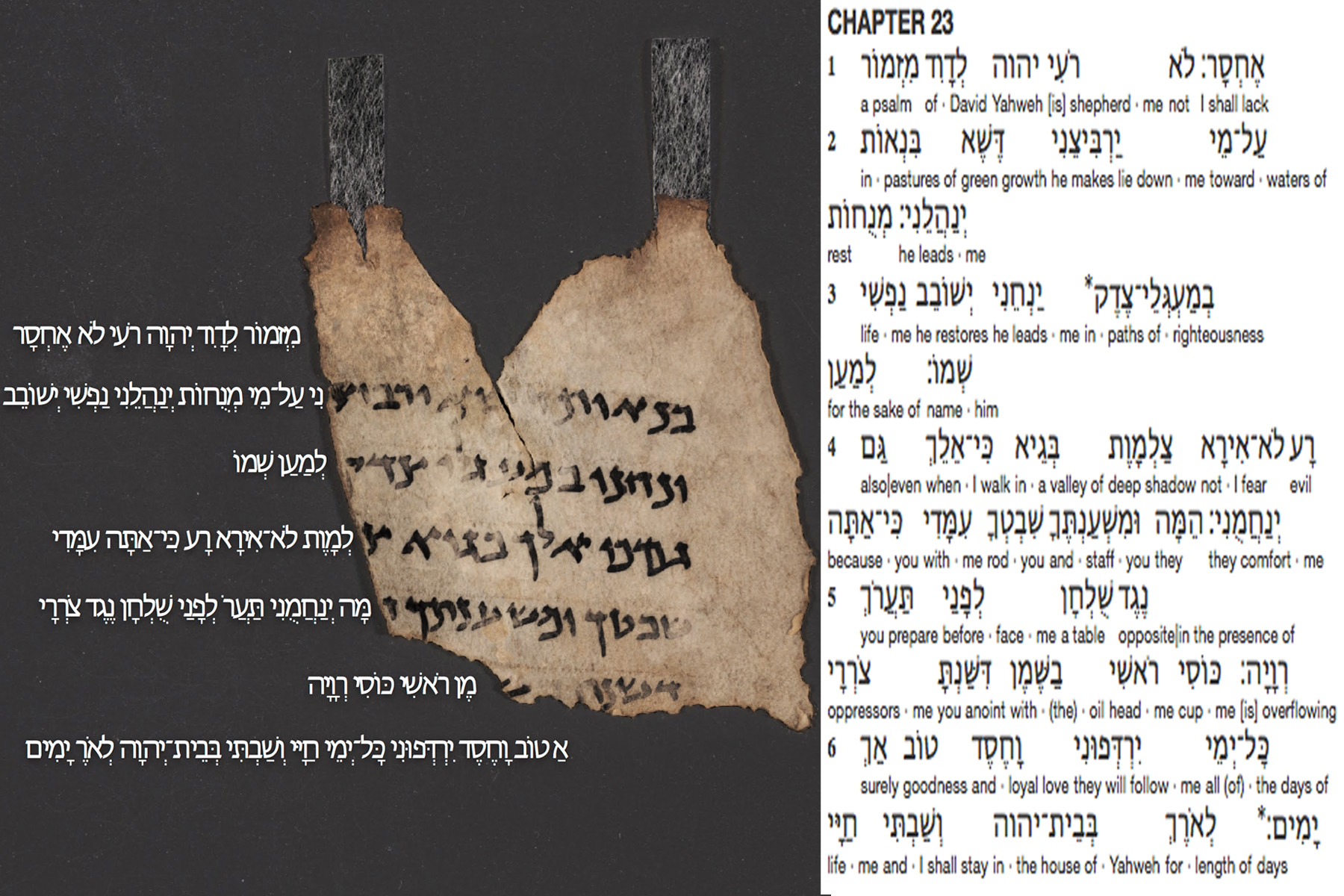
Fragment du Psaume 23 sur un manuscrit de la mer Morte à Qumräm.

Le mot « psaume » s'applique originellement aux textes extraits du Livre des Psaumes, mais il existe d'autres livres contenant des psaumes, dits « psautiers », notamment le livre pseudépigraphique des Psaumes de Salomon (découverts à Qumrâm). En effet, les manuscrits de la mer Morte comportent 155 psaumes, les 5 psaumes supplémentaires étant considérés comme « non-canoniques ».
Les psaumes issus du Livre des Psaumes (Sefer tehilim, en hébreu) inclus dans la Bible auraient une dizaine d'auteurs bien que principalement attribués au roi David. Il les aurait écrits au début du Xe siècle avant notre ère. Néanmoins, tout au long du Livre des Psaumes, on voit que de nombreux personnages bibliques auraient écrit des psaumes (Adam, les fils de Coré, Moïse...). L'ensemble montre le résultat d'un long processus dépendant de la liturgie, de l'histoire et de la piété en Israël, et pour les exégètes, une composition collective anonyme. Les plus anciens psaumes seraient datés du VIe siècle av. J.-C.,.
Avant le roi David, il existait une lyrique en Israël antique (cantique de Débora), mais c'est ce roi qui, vers 1000 avant J.-C., établit le culte national près de l'Arche de l'Alliance installée dans la nouvelle capitale qu'il fait construire, Jérusalem. La tradition juive rapporte à David la psalmique qui s'épanouit dans le culte du Temple de Jérusalem, et « Amos (VI, 5, vers 750 av. J.-C.) lui attribue l'invention d'instruments de musique dont l'accompagnement paraît distinguer le psaume du simple cantique ».

## Selon les traditions

### Judaïsme

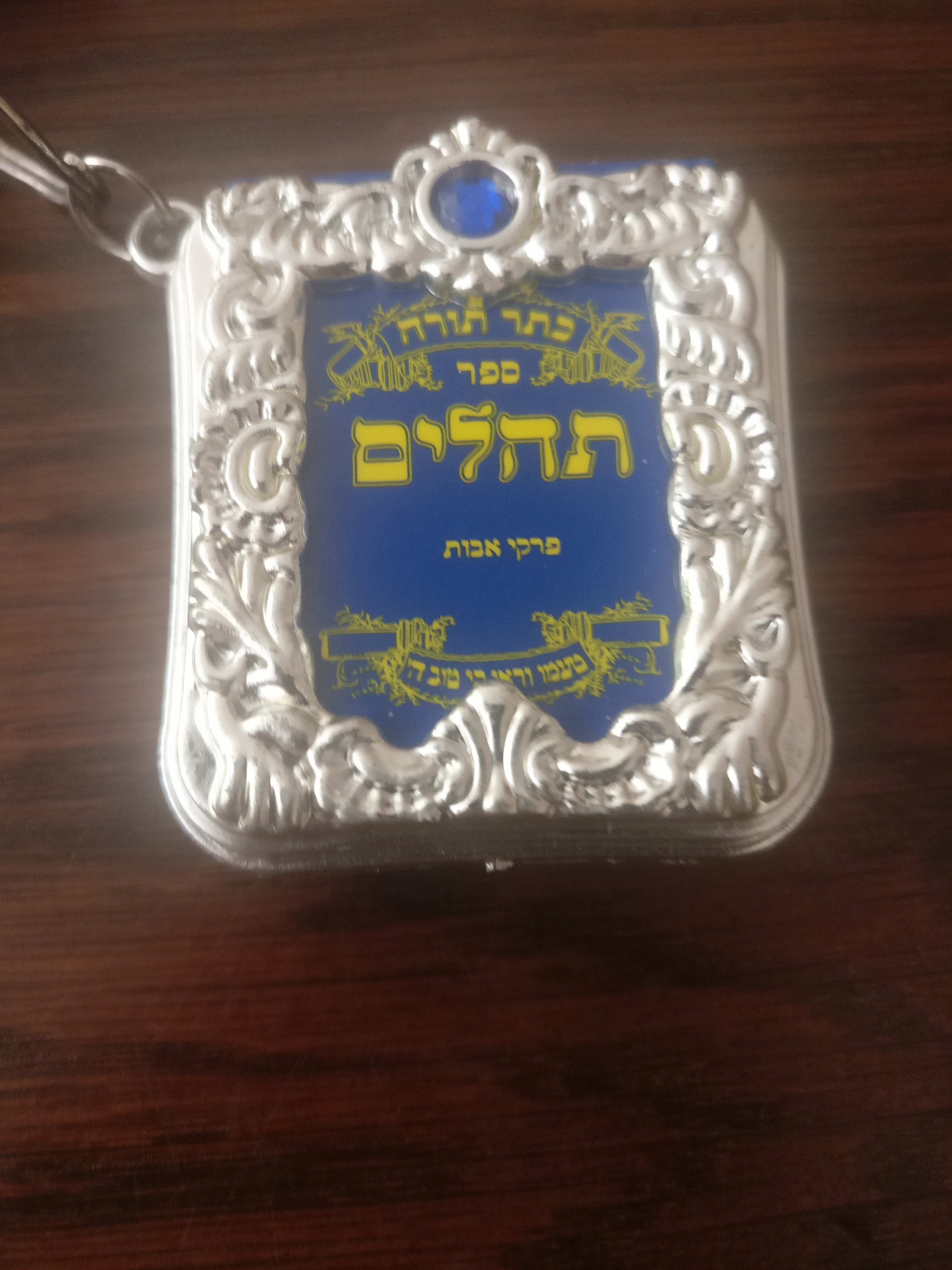
Livre miniature portatif des Psaumes (Tehilim) en porte-clefs.

Les Psaumes ont été regroupés dans le Livre des Psaumes (en hébreu Sefer haTehilim (תהילים, Livre des « Louanges »). Son nom est une forme plurielle du mot « gloire », signifiant une parole de louange. Les Psaumes ont une place importante dans la liturgie juive.

#### Structure
« Les Psaumes (ou Téhilim en hébreu) de David au nombre de 150 sont composés de versets sans ordre précis. Le psaume le plus court a deux versets (le Ps. 116 (117) : Laudate Dominum omnes gentes) et le plus long en a 176 (le Ps. 118 (119) : Beati immaculati in via). Cinq chapitres inégaux se partagent l'ensemble »,. Leur découpage a fait l’objet de nombreuses variations dans la tradition hébraïque primitive (et dans la Septante).
Le Livre des Psaumes est actuellement divisé en cinq parties (en écho aux Cinq livres de la Bible), puis subdivisé en sept parties pour chaque jour de la semaine, et également en trente autres sous-parties pour chaque jour du mois.
La série de psaumes découverte dans les grottes de la mer Morte montre un ordre de présentation des Psaumes différant grandement de toutes les autres versions connues (massorétique ou chrétiennes).

#### Auteurs
La Guémara Baba Batra 14b enseigne que le roi David a écrit le Livre des Téhilim à l’aide de dix sages,. Souvent, le nom de l’auteur du Téhilim apparait dès les premiers versets.
Selon les chercheurs, les « prières de David » (51-72) sont les plus anciens Psaumes, et sont composés probablement durant l'exil à Babylone, au VIe siècle av. J.-C.
Lorsque le Téhilim débute par la lettre Lamèd (ל) avant le nom d’une personne, cela signifie qu'elle est l’auteur du Téhilim en question (Mizmor LéDavid, Mizmor Lé...). Elle peut également être la personne à qui le psaume est adressé (comme le Psaume 72, « Li’Shlomo » , destiné au roi Salomon).

#### Formes
Les principales formes revêtues par les Psaumes sont  les hymnes, les complaintes individuelles, les complaintes collectives, les chants de foi, les chants de louanges ou remerciements individuels, les psaumes royaux, les psaumes sapientiaux. De la louange à la révolte ou à la supplique, les Psaumes explorent différentes expériences que l’homme fait avec Dieu.

##### Odes et mélodies

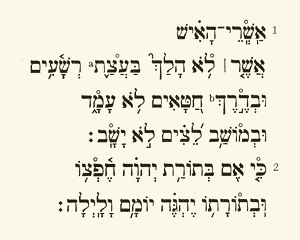
Premiers versets en hébreu massorétique cantillé du Psaume 1.

On trouve également les termes Shir (ode, chant), Maskil (clarté, sagesse), Mizmôr (ode lyrique ou chant sacré mis en musique), Tehila (hymne, chant de louange à Dieu), Mikhtam (voir interprétation de Maïmonide) ou encore le nom de l’instrument ou de la musique d'accompagnement comme Guitit, Chéminit ou Chochanim.
Bien que les mélodies ne nous soient pas parvenues, des chercheurs ont tenté de les reconstituer ; indépendamment de la recherche universitaire, les Juifs séfarades ont conservé une tradition dans la cantillation massorétique de la lecture des Psaumes. Selon l'exégète biblique Saadia Gaon (882-942), les Psaumes étaient à l'origine chantés dans l'enceinte du Temple de Jérusalem par les Lévites, sur la base de ce qui était prescrit pour chaque Psaume (lignée des chanteurs, temps désigné et lieu, instruments utilisés, mode d'exécution, etc.), mais peuvent être lus au hasard par quiconque, à tout moment et en tout lieu.
Dans la tradition juive (et chrétienne) ultérieure, les Psaumes sont devenus des prières, individuelles ou collectives, en tant qu'expressions traditionnelles du sentiment religieux.

##### Louanges
Les Psaumes relèvent des textes hagiographiques. Le mot Tehilim veut dire « louanges ». Celui de « psaume » provenant du grec est la traduction de l'hébreu mizmôr servant de titre à nombre des louanges.
La plupart des Psaumes impliquent la louange de Dieu pour sa puissance et sa bienfaisance, pour sa Création du monde et pour ses actes passés de délivrance pour Israël. Ils envisagent un monde dans lequel tout le monde louera Dieu, et Dieu à son tour entendra ces prières et répondra.
Parfois Dieu « cache son visage »  et refuse de répondre, remettant en cause (pour le psalmiste) la relation entre la prière et Dieu, qui est l'hypothèse sous-jacente du Livre des Psaumes.

#### Fonctions et place
Le texte des Téhilim/Psaumes possède une double fonction : d’une part, il sert en tant que prière (Téfila) et permet de véhiculer les paroles et louanges des hommes vers Dieu, et d’autre part, il a été écrit par prophétie et traduit les paroles de Dieu à l’homme. Toutes les Téfilot au travers desquelles les prophètes ont invoqué Dieu ne sont en fait que l’expression des paroles dites aux prophètes par Dieu. Ainsi, le rabbi Saadia Gaon explique que « le Livre des Psaumes est une prophétie adressée au roi David. Seules les prophéties qui ont une utilité pour les générations ont été écrites, et ainsi les Psaumes représentent de manière tangible les sentiments de l’homme : la joie ou la tristesse, le renforcement ou la faiblesse ».
Les Psaumes tiennent une place importante dans le culte juif. Plusieurs servent d’introduction à un moment des prières quotidiennes (soit trois fois par jour), aussi lors de l'office du vendredi soir, lors du culte funéraire (de la veillée jusqu'à l'enterrement), lors d'un événement particulier de la vie (un examen, une opération chirurgicale, une maladie,, une décision importante...). Les sages ont réparti la lecture des Téhilim sur une période d'une semaine ou d'un mois, permettant au lecteur de choisir son rythme. Certains hassidim lisent le Livre des Tehilim dans son entièreté avant la prière du matin mais le plus important reste leur lecture assidue et sans temps mort.

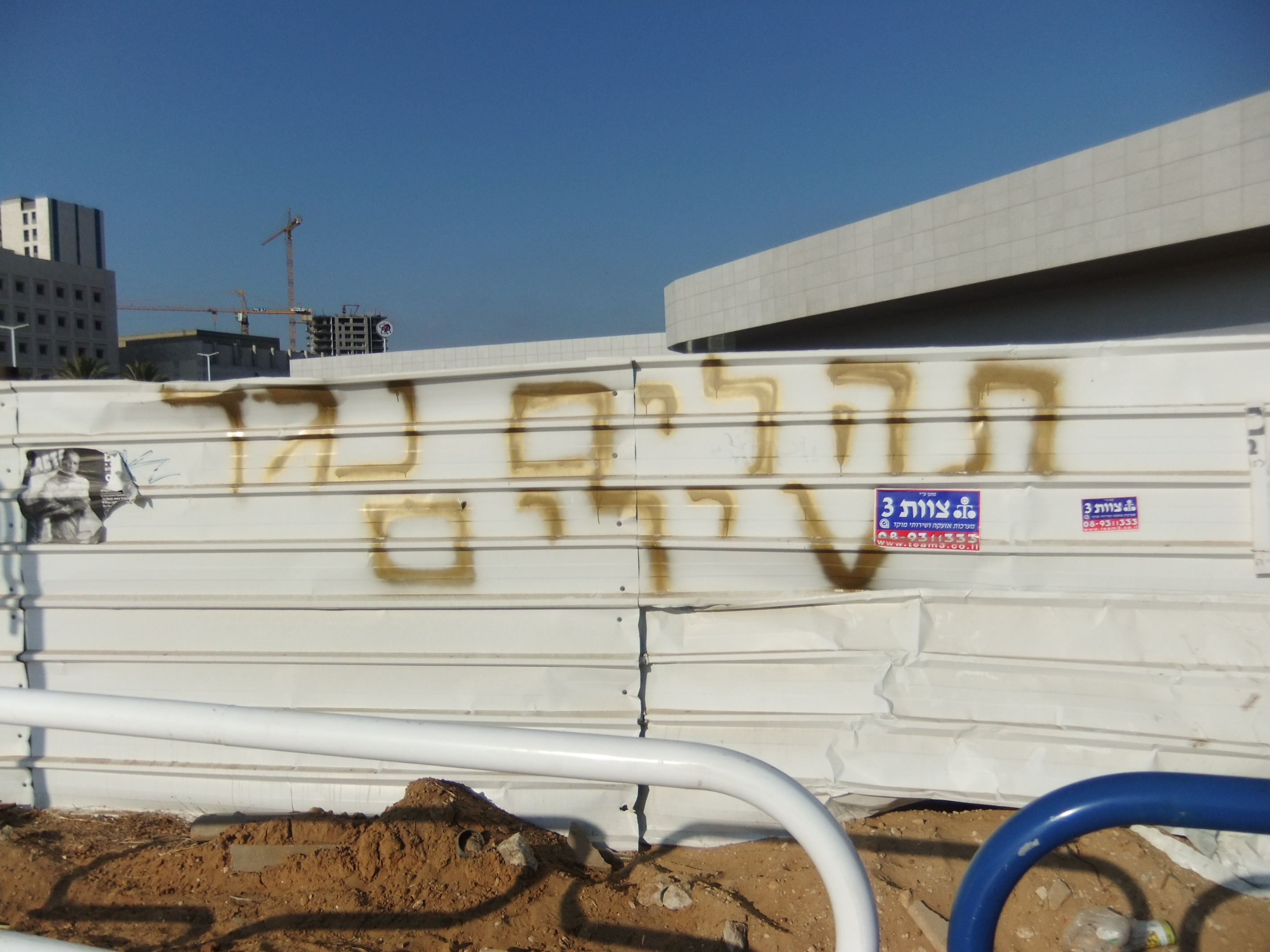
« Tehilim contre les missiles », graffiti conseillant la lecture des Tehilim contre les missiles Grad, Ashdod (Israël), 2011.

Le Midrach Téhilim précise que « Le Livre de David a été écrit pour lui, pour le peuple d’Israël, et pour tous les temps ». Comme le roi David a dit devant Dieu « Que les paroles de ma bouche soient agréées », c’est-à-dire  « Que les Juifs lisent mes paroles et s’en imprègnent », il est recommandé aux Juifs de lire les Psaumes quotidiennement et de les étudier. Le Baal Chem Tov (1698-1760) a institué qu'en plus de la liturgie, chacun lise notamment au moins le Psaume correspondant à son âge (+ 1) et à celui de ses enfants (+1),.

Les Grands Sages des générations n’ont eu de cesse de louer l’impact bénéfique des Psaumes « prononcés avec une intention précise », avec concentration et cœur. Selon le rabbi de Loubavitch Menachem Mendel Schneersohn (1789-1866) : 
« Si vous aviez conscience de la puissance des versets des Psaumes et de leur influence dans les sphères supérieures, vous les réciteriez toute la journée. Sachez que ces versets brisent toutes les barrières, s’élèvent sans être arrêtés et déposent devant le Maître du monde toutes les prières qui sont alors agréées. »

### Christianisme

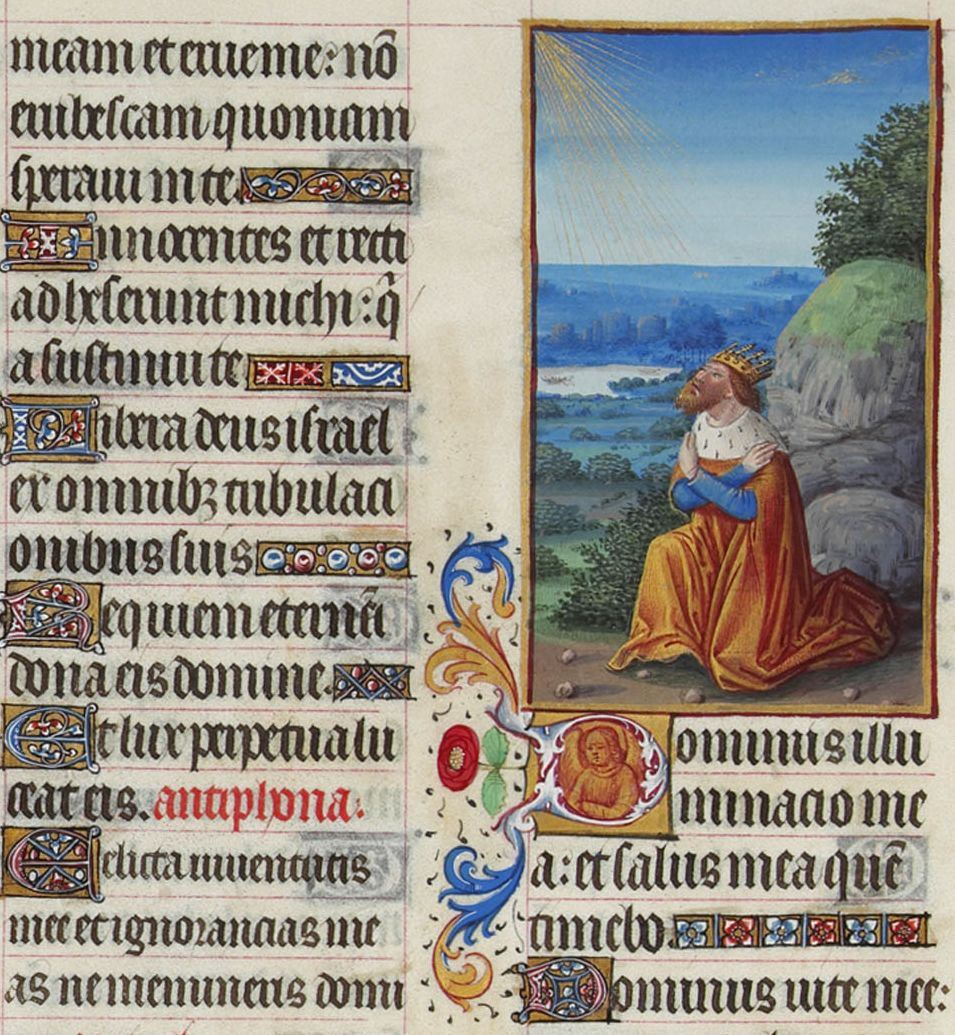
Psaume 26 avec lettrines et miniature in Les Très Riches Heures du duc de Berry,.

Les Psaumes ont été traduits dans les premières Bibles en français, et dans le Psautier de Genève, dès le XVIe siècle, à la suite de la Réforme protestante, mis en musique par de nombreux musiciens. Ils sont connus en Occident pour être chantés ou « psalmodiés » dans les églises ou les monastères.
Au IVe – Ve siècle, saint Augustin « érige en principe général, valable pour l’ensemble du Psautier, l’idée que partout, c’est la voix du Christ qui se fait entendre ».

### Catholicisme
Dans la liturgie catholique, le chant des psaumes est réglé au rythme de la Liturgie des Heures qui organise sept rassemblements quotidiens d'une communauté pour la prière de louange divine : laudes, tierce, sexte, none, vêpres, complies, vigiles. Chacune de ces prières reprend des psaumes dans un ordre défini. Dans la messe de Saint Pie V, le texte contient de plusieurs extraits de psaumes. Durant la liturgie de la Parole de la messe de Saint Paul VI, la première lecture est désormais suivie du chant (ou la récitation) d'un psaume méditatif.

### Protestantisme
La Réforme protestante introduit au XVIe siècle l'usage des Psaumes chantés lors du culte dominical, en permettant à chacun de participer au chant divin. En particulier Jean Calvin, familiarisé à Strasbourg avec la versification des psaumes par Martin Luther, entreprend d'écrire un recueil de Psaumes qui pourront être chantés par toute l'assemblée ; il fait notamment appel au poète Clément Marot qui avait déjà mis en vers la plupart de Psaumes en français au début du XVIe siècle. Il considère que les Psaumes sont « une petite Bible », une sorte de condensé de la Bible.

### Orthodoxie
Dans le christianisme de tradition orthodoxe, pour les Églises des sept conciles, les 151 psaumes sont présents dans le psautier fondé sur les textes de la Septante. Il y a eu plusieurs façons de les regrouper. Le psautier constantinopolitain les regroupe en 74 antiphones. Le psautier palestinien quant à lui, les regroupe en 20 cathismes de 3 stances, chacune formée d'environ 3 psaumes.
En fonction de la période de l'année liturgique, les cathismes sont lus soit uniquement aux matines et aux vêpres ou alors aux matines, à la prime, à la tierce, à la sexte, à la none et aux vêpres, selon les règles fixées dans l'Horologion.

### Islam
Dans le Coran, l'ensemble des psaumes juifs est appelé le Zabur. Selon la tradition musulmane, il fait partie des livres révélés par Allah avant le Coran, comme la Tawrat (Torah) et l'Injil (les Évangiles).
Le Coran cite trois fois le Zabur confié au prophète Daoud. Dans la Sourate 14 du Coran, il est fait référence au premier Psaume tel qu’on le trouve aujourd’hui.

## Numérotation
Le Livre des Psaumes regroupe 150 psaumes, numérotés de I à CL selon la numérotation hébraïco-protestante.
Dans la Bible grecque, et la Vulgate, la numérotation va également de 1 à 150 avec des décalages par rapport à la numérotation hébraïque. Les psaumes 9 et 10 sont fusionnés ainsi que les psaumes 114 et 115, tandis que les psaumes 116 et 147 sont séparés en deux. Ici, les psaumes sont numérotés ainsi : Psaume numérotation-grecque (numérotation-hébraïque).
Au-delà du psaume 150, il existe cinq psaumes surnuméraires et originellement non numérotés. Ils sont notamment présents dans la Peshitta syriaque.

## Genres littéraires
Selon Hermann Gunkel, on peut distribuer les psaumes en quatre grands genres littéraires principaux : les hymnes, les supplications nationales, les supplications individuelles et les actions de grâces individuelles. À cela s'ajoutent quelques genres mineurs comme les psaumes royaux ou les psaumes didactiques. Le tableau ci-dessous donne des exemples typiques de psaumes appartenant à un genre littéraire défini :
| Genre                        | Exemples                        |
| ---------------------------- | ------------------------------- |
| Hymne                        | Ps 8 ; Ps 135 ; Ps 148 ; Ps 150 |
| Supplication nationale       | Ps 79 ; Ps 82 ; Ps 105 ; Ps 122 |
| Supplication individuelle    | Ps 3 ; Ps 5 ; Ps 6 ; Ps 7       |
| Action de grâce individuelle | Ps 20 ; Ps 66 ; Ps 91 ; Ps 115  |

Par ailleurs, le terme de Psaume a été choisi par le poète Paul Celan, assumant la référence biblique, pour le titre du poème générique de son recueil La Rose de personne, dans lequel il tente de recréer la possibilité d'une parole poétique après l'horreur de la Shoah sous forme, justement, en quelque sorte, d'un murmure psalmodique.

## Mise en musique
- Marc-Antoine Charpentier (XVIIe) a composé 83 Psaumes numérotés de H.149 à H.232 dans le catalogue raisonné de ses œuvres.
- Tehillim est une œuvre musicale de Steve Reich composée en 1981.
- Dans l'album Good de Rodolphe Burger sorti en 2017, le texte du morceau « Poème en or » est composé de multiples fragments de la traduction des Psaumes  d'Olivier Cadiot parue dans la Bible de Bayard.

## Cinéma
- Tehilim est un film (drame) de Raphaël Nadjari de 2007, durant 1h36min[35],[36].